# El Divisadero (diario)
El Divisadero es un periódico chileno, de carácter regional, editado en la ciudad de Coyhaique, capital de la Región de Aysén del General Carlos Ibáñez del Campo. En la actualidad, luego del cierre de El Diario de Aysén, es el único periódico de la zona.

## Historia
El periódico salió a las calles por primera vez el 23 de mayo de 1994, pero bajo el nombre La Fuerza de la Verdad. El eslogan durante su primer año fue "Para toda la región de Aysén".
La Fuerza de la Verdad continuaría su publicación hasta el primer aniversario del periódico, el 23 de mayo de 1995. Esa fecha, el periódico cambia su nombre al actual, pasando a ser El Divisadero. Sin embargo, se mantuvo la numeración de las ediciones como continuación del periódico anterior.
El Divisadero es editado por la Sociedad Editora y Periodística La Verdad, que tiene su sede en la ciudad de Coyhaique. En 2010 el periódico pasó a formar parte de la Asociación Nacional de la Prensa.